# Fermentación del vino

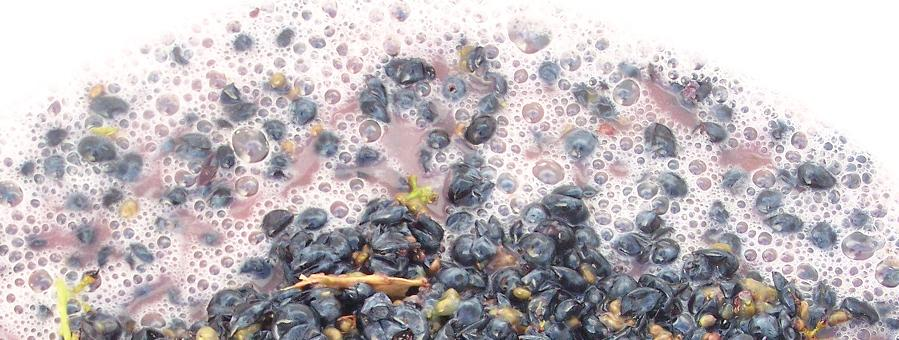
Fermentación del mosto

La fermentación del vino es un proceso biológico fundamental en la elaboración del vino, donde el mosto, que es el jugo de la uva recién prensada, se transforma en vino. Este proceso está a cargo de las levaduras, unos microorganismos que se encuentran de forma natural en la piel de las uvas y en el ambiente de la bodega.
Durante la fermentación, la levadura interactúa con los azúcares del mosto para crear etanol -comúnmente conocido como alcohol etílico- y dióxido de carbono (CO2, como un subproducto). En la elaboración del vino la temperatura y la velocidad de la fermentación son factores importantes, así como los niveles de oxígeno presentes en el mosto al inicio de la fermentación. El riesgo de la fermentación detenida y el desarrollo de varios defectos del vino también pueden ocurrir durante esta etapa, que puede tardar de 5 a 14 días de fermentación primaria y, potencialmente, entre otros 5 y 10 días para una segunda fermentación. La fermentación se puede realizar en tanques de acero inoxidable, en cubas de madera abierta, dentro de un barril y también dentro de la botella como ocurre en la producción de muchos vinos espumosos, cava y champán entre otros durante la segunda fermentación.

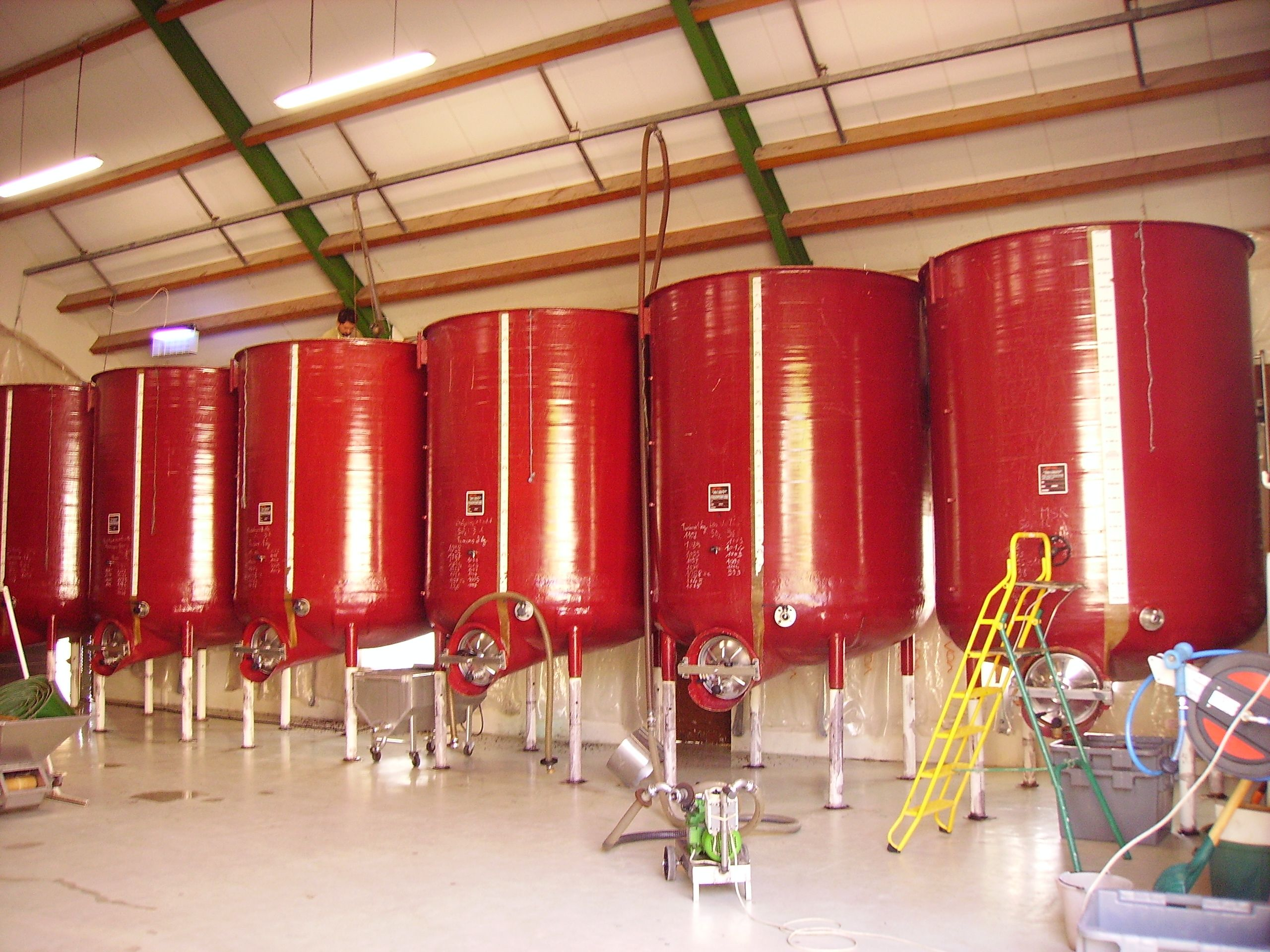
Depósitos o tanques para la fermentación de vino.

## Historia
La presencia natural de la fermentación significa que probablemente fue observado por primera vez desde hace mucho tiempo por los seres humanos. Los primeros usos de la palabra «fermentación» en relación con la elaboración del vino fue en referencia a la aparente «ebullición» en el mosto que proviene de la reacción anaeróbica de la levadura con el azúcar en el jugo de uva y la liberación de dióxido de carbono. El latín fervere significa, literalmente, hervir. A mediados del siglo XIX, Louis Pasteur tomó apuntes de la conexión entre la levadura y el proceso de la fermentación en el que la levadura actúa como catalizador y mediador a través de una serie de reacciones que convierten el azúcar en alcohol. El descubrimiento de la vía de Embden-Meyerhof por Gustav Embden, Otto Fritz Meyerhof y Jakub Karol Parnas a principios del siglo XX contribuyó más a la comprensión de los complejos procesos químicos involucrados en la conversión del azúcar en alcohol.

## Proceso de elaboración

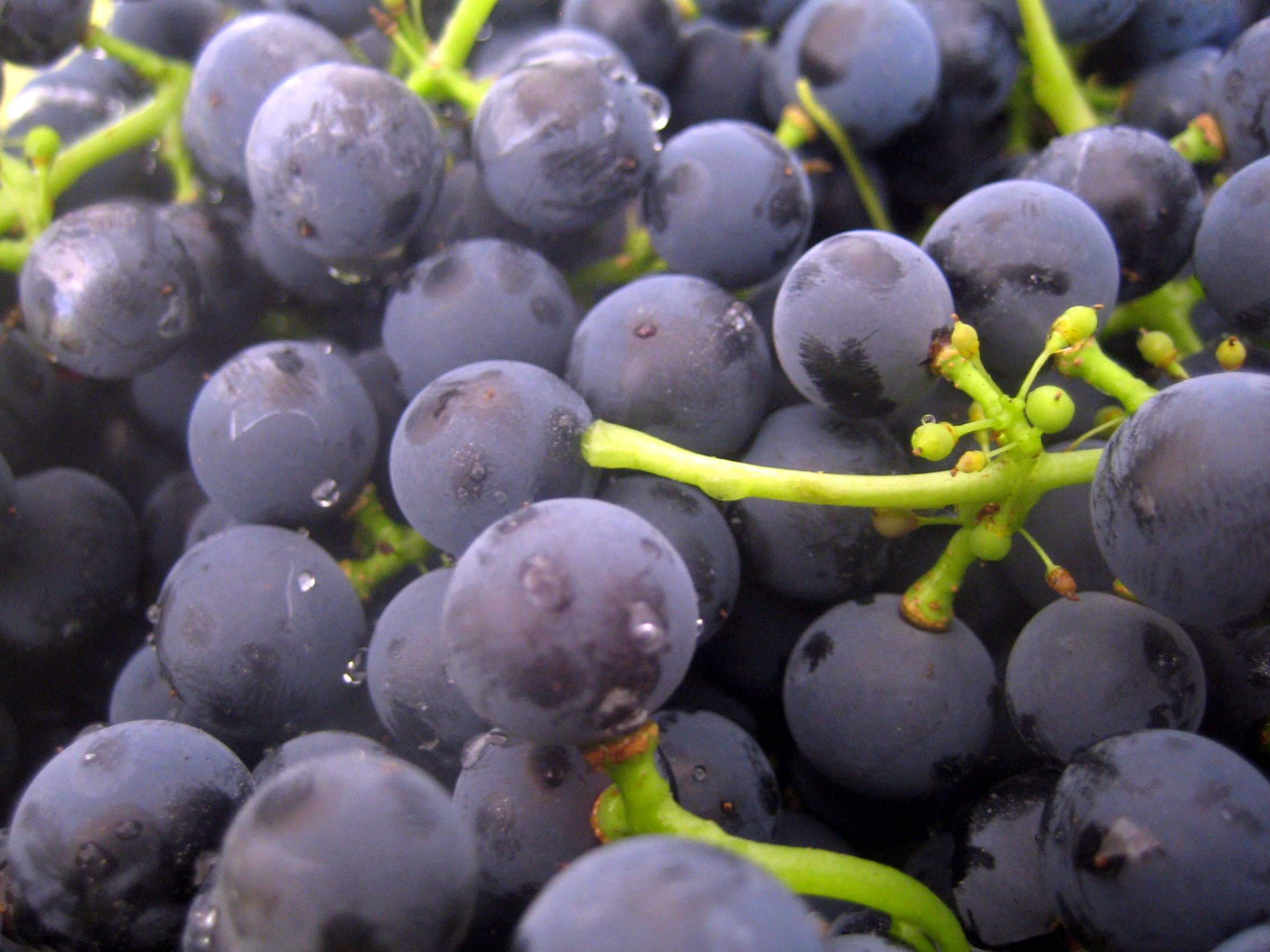
La "pruina", visible como un polvo en las bayas, contiene ceras y levaduras

En la elaboración del vino, se hace distinción entre las levaduras silvestres que están presentes de forma natural en las bodegas, viñedos y en las propias uvas (a veces conocida como la «pruina» o el «rubor» de la uva) y levaduras cultivadas, que son específicamente aisladas e inoculadas para su uso en la elaboración del vino. Los géneros más comunes de levaduras silvestres que se encuentran en la elaboración del vino incluyen Candida, Klöckera/Hanseniaspora, Metschnikowiaceae, Pichia y Zygosaccharomyces. Las levaduras silvestres pueden producir vinos de alta calidad y de sabor único; sin embargo, a menudo son impredecibles y pueden presentar rasgos menos deseables para el vino e incluso pueden contribuir a su deterioro. Aunque los fabricantes de vino tradicionales prefieren otros métodos, muchos optan por controlar la fermentación utilizando levaduras cultivadas predecibles. Las levaduras cultivadas más utilizadas en la elaboración del vino pertenecen a la especie Saccharomyces cerevisiae. Dentro de esta especie son varios cientos de diferentes cepas de levadura que se pueden utilizar durante la fermentación para afectar el calor o el vigor del proceso y mejorar o eliminar ciertos sabores característicos del varietal. El uso de diferentes cepas de levaduras son una importante contribución a la diversidad de vinos, incluso entre la misma variedad de uva.
La adición de levaduras cultivadas normalmente ocurre primero con la levadura en un estado seco o «inactivo» y se reactiva en agua caliente o jugo de uva diluido antes de ser añadido al mosto. Para proliferar y ser activa en la fermentación, la levadura necesita tener acceso a un suministro continuo de carbono, nitrógeno, azufre, fósforo, así como el acceso a diversas vitaminas y minerales. Estos componentes están presentes de forma natural en el mosto de la uva, pero su cantidad puede ser corregida mediante la adición de paquetes de nutrientes al vino, con el fin de fomentar un entorno más adecuado para la levadura. El oxígeno es necesario también, pero en la elaboración del vino, el riesgo de oxidación y la falta de producción de alcohol de la levadura oxigenada requiere que la exposición de oxígeno se mantenga a un mínimo.

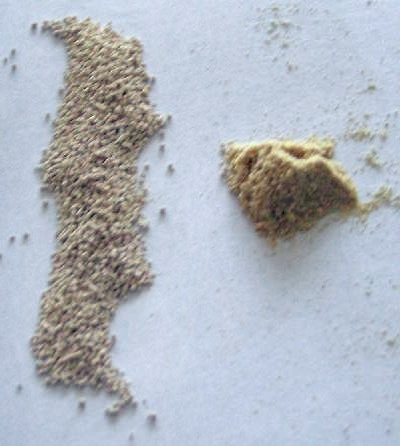
Levadura seca para la elaboración del vino (a la izquierda) y nutrientes de levadura utilizados en el proceso de rehidratación para estimular las células de levadura.

Tras la introducción de las levaduras vivas al mosto de la uva, los fosfatos se unen a las moléculas de azúcar y las de los seis carbonos comienzan a dividirse en tres piezas de carbono y pasar por una serie de reacciones de reordenamiento. Durante este proceso, el carboxílico (átomo de carbono) se libera en forma de dióxido de carbono con el resto de los componentes convirtiéndose en acetaldehído. La falta de oxígeno en este proceso anaeróbico permite que el acetaldehído se convierta con el tiempo, por la reducción, en etanol. Durante la conversión de acetaldehído, una pequeña cantidad se convierte, por la oxidación, en ácido acético que, en exceso, puede contribuir al defecto del vino conocido como acidez volátil (contaminación de vinagre). Después que la levadura haya concluido su ciclo de vida, cae hacia el fondo del tanque de fermentación como sedimento conocido tal como lías o heces de vino. 

## Otros compuestos que participan
El metabolismo de los aminoácidos y la descomposición de los azúcares por las levaduras tiene el efecto de crear otros compuestos bioquímicos que pueden contribuir al sabor y el aroma del vino. Estos compuestos pueden ser considerados «volátiles», como aldehídos, acetato de etilo, éster, ácidos grasos, aceites de fusel, sulfuro de hidrógeno, cetonas y mercaptanos o «no volátiles», como glicerol , ácido acético y ácido succínico. La levadura también tiene el efecto, durante la fermentación, de liberar glucósido hidrolasas que pueden hidrolizar los precursores de sabores de alifáticos (un componente de sabor que reacciona con el roble), derivados del benceno, monoterpenos (responsable de las aromas florales de las uvas como moscatel y Traminer), isoprenoides (responsable de darle sabor de algunas especias en Chardonnay), y fenoles. Algunas cepas de levaduras pueden generar tioles volátiles que contribuyen a los aromas afrutados de muchos vinos tal como el aroma de la grosella espinosa comúnmente asociada con el Sauvignon blanc. Las levaduras Brettanomyces son responsables de la «aroma de corral», característico de algunos vinos tintos como Borgoña y Pinot noir.

## Consideraciones en la elaboración de vino

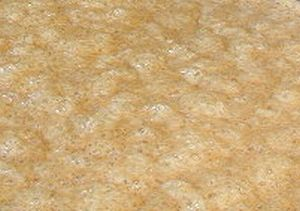
El dióxido de carbono es visible durante el proceso de fermentación en forma de burbujas en el mosto.

Durante la fermentación, hay varios factores que los fabricantes de vino deben tener en cuenta. El más notable es el de la temperatura interna del mosto. El propio proceso bioquímico de la fermentación crea una gran cantidad de residuos de calor que puede sacar el mosto del rango de la temperatura ideal para el vino. Normalmente, el vino blanco se fermenta entre 18 y 20 °C, aunque un fabricante de vino puede optar por utilizar una temperatura más alta para llevar a cabo parte de la complejidad del vino. El vino tinto es usualmente fermentado a temperaturas más altas de hasta 29 °C. La fermentación a temperaturas más altas puede tener efectos perjudiciales para el vino, aturdiendo la levadura y dejarla en inactividad e incluso «evaporizando» algunos de los sabores de los vinos. Algunos fabricantes de vino pueden fermentar los vinos tintos a temperaturas más frescas, típico de los vinos blancos, con el fin de sacar a relucir más sabores de la fruta. 
Para controlar el calor generado durante la fermentación, el fabricante de vino tiene que elegir un recipiente de tamaño adecuado o usar dispositivos de enfriamiento de distintos tipos, desde las antiguas tradiciones de Burdeos de colocar la cuba de fermentación en la parte superior de los bloques de hielo hasta el moderno uso, en la actualidad, de los sofisticados tanques de fermentación con anillos de enfriamiento integrados.
Un factor de riesgo implicado en la fermentación es el desarrollo de residuos químicos y el deterioro que pueden ser corregidos con la adición de dióxido de azufre (SO 2), aunque el exceso del mismo puede conducir a defectos del vino. Un fabricante de vino que quiera hacer un vino con altos niveles de azúcar residual (como un vino de postre ) puede detener la fermentación inicial, ya sea bajando la temperatura del mosto para aturdir a la levadura o añadiendo un alto nivel de alcohol (como el brandy ) al mosto para matar la levadura y crear un vino fortificado .

## Otros tipos de fermentación
En la elaboración del vino, hay diferentes procesos que van bajo el título de "fermentación", pero podría no seguir el mismo procedimiento asociado con la fermentación del vino.

### Fermentación en botella
La fermentación en botella es un método de producción de vino espumoso originario de la región Champagne en la que después de que el cuvée ha pasado a través de una fermentación de levadura principal; luego, el vino es embotellado y pasa por una segunda fermentación donde el azúcar y la levadura adicional, conocida como licor de tiraje, se añade al vino. Esta segunda fermentación es lo que crea las burbujas de dióxido de carbono, la cual el vino espumoso es conocido por todos.

### Maceración carbónica
El proceso de maceración carbónica también se conoce como fermentación de la uva entera donde en vez de agregar levadura, la fermentación de las uvas se estimula para tomar lugar dentro de las bayas de uvas individuales. Este método es común en la creación de vino Beaujolais y consiste en racimos enteros de uvas almacenadas en un contenedor cerrado, con el oxígeno en el contender que es reemplazado por dióxido de carbono. A diferencia de la fermentación normal, donde la levadura convierte el azúcar en alcohol, la maceración carbónica trabaja con enzimas dentro de la uva descomponiendo la materia celular para formar etanol y otras propiedades químicas. Los vinos resultantes son generalmente suaves y afrutados.

### Fermentación maloláctica
En lugar de levadura, las bacterias desempeñan un papel fundamental en la fermentación maloláctica, que es esencialmente la conversión del ácido málico en ácido láctico. Esto tiene la ventaja de reducir un poco la acidez y hacer que el vino restante tenga un sabor más suave. Dependiendo del tipo de vino que el fabricante está tratando de producir, la fermentación maloláctica puede tomar lugar al mismo tiempo que la fermentación de la levadura.